# Marstonia pachyta
The armored marstonia, danh pháp khoa học Marstonia pachyta, thường được gọi là Pyrgulopsis pachyta, là một loài ốc nước ngọt, là động vật chân bụng sống dưới nước động vật thân mềm trong họ Hydrobiidae.
Đây là loài đặc hữu của Alabama, Hoa Kỳ. Môi trường sống tự nhiên của nó là các con sông. Nó bị đe dọa do mất nơi sống.